# Glider (アルバム)
『glider』（グライダー）は、TOKIOの8作目のオリジナルアルバムで、2003年2月19日にユニバーサル・ミュージックからリリースされた（初回盤A：UPCH-9047、初回盤B：UPCH-9048、通常盤：UPCH-1219）。

## 概要
前作『5 AHEAD』から1年2か月ぶりとなるオリジナルアルバムである。シングルからは、『メッセージ/ひとりぼっちのハブラシ』以来のオリコンシングルチャート初登場1位となった｢ding-dong/glider｣をはじめ、ロングヒットとなった「花唄」、シングルでは3部作形式をとった「GREEN」他、テレビCMや番組のテーマソングになった楽曲が多く収録されている。また、メンバーが作詞・作曲をはじめ、アレンジやトラックダウンなどにも参加しており、中には複数のメンバーが共同作業を行ったものもある。
初回盤A、初回盤B、通常盤の3形態でリリースされており、初回盤Aにはアレンジされた未発表曲とリハーサル風景を収録した「TOKIO STATION 〜スタジオ・セッション編〜」、初回盤Bには収録曲の原曲が収録された「TOKIO STATION 〜アルバム解説編〜」がそれぞれ付属している。
2009年6月24日にJ Stormより通常盤仕様として再発売され、ユニバーサルより発売されたオリジナル盤は初回盤、通常盤ともに廃盤となった。

## 収録曲

### CD
※シングル曲の詳細はそのページを参照。
1. HUM A TUNE [4:34]
作詞・作曲・編曲：久保田光太郎
2. 『コンクリート』『ジャパニーズ』『サンデー』 [4:45]
作詞・作曲・編曲：久保田光太郎
  - 「ENEOS」CMソング[4]

歌詞はCMのものとは異なる。
3. 花唄 [4:32]
作詞：TAKESHI、作曲：鈴木秋則、編曲：島田昌典
  - 25thシングル
4. Live my life! [4:12]
作詞：山口達也、作曲：国分太一、編曲：国分太一・Butcha K.
5. faith [5:58]
作詞・作曲：米倉利徳、編曲：宗像仁志
  - TBS系『ブーケをねらえ!』テーマ･ソング[4]
6. Booster [3:52]
作詞：TAKESHI、作曲・編曲：山原一浩
7. GREEN [5:57]
作詞・作曲・編曲：HIKARI
  - 26thシングル

表記はないが、アルバムバージョンである（シングルではフェードアウトで終了するが本作では最後まで演奏されている）。
8. Midnight Rose [5:01]
作詞・作曲：城島茂、編曲：松岡昌宏・吉岡たく
9. I'm mine [5:03]
作詞：長瀬智也、作曲：国分太一、編曲：国分太一・KAM
10. SCREAM [4:47]
作詞・作曲：長瀬智也、編曲：長瀬智也・久保田光太郎
2003年の全国ツアーに向けてリアレンジが何度も行われた。
11. glider（Album version）[5:02]
作詞・作曲・編曲：HIKARI
  - 27thシングルの2曲目のアルバムバージョン
12. フォノグラフ [5:12]
作詞・作曲・編曲：HIKARI
13. ding-dong [4:02]
作詞・作曲：BARGAINS　編曲：KAM
  - 27thシングルの1曲目

### 特典CD

#### 初回盤A「TOKIO STATION 〜スタジオ・セッション編〜」
1. Rehearsal
2. 徒然2コード
作詞・作曲：城島茂、編曲：TOKIO
3. 城島SONG
作詞・編曲：TOKIO、作曲：城島茂
  - メンバー紹介曲

ライブツアーごとに歌詞が変更される。

#### 初回盤B「TOKIO STATION 〜アルバム解説編〜」
1. Opening 〜 Commentary1
2. 『Midnight Rose』DEMO version
  - 本アルバム収録曲のデモバージョン
3. Commentary2
4. 『Live my life!』DEMO version
  - 本アルバム収録曲のデモバージョン
5. Commentary3
6. 『I'm mine』DEMO version 
  - 本アルバム収録曲のデモバージョン
7. Commentary4
8. 『SCREAM』DEMO version 
  - 本アルバム収録曲のデモバージョン
9. Ending

## 演奏
- 宗像仁志：Keyboards, Bass, Drums, & Percussion Programming (#5)
- 林部直樹：Acoustic Guitar, Electric Guitar (#5)
- 渡部チェル：Fender Rhodes, Hammond Organ (#5)
- そうる透：Drums (#8)
- 種子田健：Bass (#8)
- 高橋克：Acoustic Guitar, Electric Guitar (#8)
- ha-j：Acoustic Piano (#8)
- 鶴田海生：Acoustic Piano, Fender Rhodes, Hammond Organ & Synthesizer (#8)
- 山本拓夫：Soprano Sax, Tenor Sax (#8)
- 佐々木久美：Chorus (#8)
- 柏木広樹：Cello (#9.12.)

## 映像作品
HUM A TUNE
- 5 ROUND III
- OVER/PLUS

『コンクリート』『ジャパニーズ』『サンデー』
- 5 ROUND II
- TOKIO Special GIGs 2006 〜Get Your Dream〜
- 僕の恋愛事情と台所事情（初回盤A）

城島SONG
- TOKIO Special GIGs 2006 〜Get Your Dream〜
- OVER/PLUS
- TOKIO LIVE TOUR 1718
- TOKIO 20th Anniversary Live Tour HEART